# شالوم كوهين
شالوم كوهين (بالعبرية: שלום כהן) (ولد في سنة 1955) هو دبلوماسي إسرائيلي شغل منصب سفير إسرائيل بالقاهرة بين عامي 2005 و2010.
عمل شالوم كوهين أيضًا رئيسًا للبعثة الإسرائيلية في تونس بين عامي 1996 و2000، كما عمل بقسم المغرب العربي بوزارة الخارجية الإسرائيلية بين عامي 2000 و2003.